# Adina (opera)
Az Adina Gioachino Rossini egyfelvonásos operája. Szövegkönyvét Felice Romani írta. Ősbemutatójára 1826. június 22-én került sor a lisszaboni Teatro Nacional de São Carlos operaházban.

## Szereplők
| Szereplő                         | Hangfekvés |
| -------------------------------- | ---------- |
| Adina, egy rabszolganő           | szoprán    |
| Selimo, Adina egykori szerelmese | tenor      |
| A kalifa                         | basszus    |
| Ali, fiatal arab                 | basszus    |
| Mustafa, a szeráj kertésze       | basszus    |

## Cselekmény
Bagdad kalifája beleszeretett szép rabszolganőjébe, Adinába. A nő is viszonozza a kalifa közeledését, ám váratlanul feltűnik egykori szerelmese Selimo. A fiatal Selimo ismét szerelmet vall Adinának és sikerül meggyőznie, hogy szökjenek el Bagdadból. Ebben Mustafa segíti őket, a szeráj kertésze, egyben Selimo egykori jó barátja. Tervük azonban nem sikerül. Elfogják és a kalifa elé viszik őket, aki azonban meghatódik szerelmük láttán és szabadon bocsátja mindkettejüket.

## Híres áriák
- Fragolette fortunate - Adina áriája